# Sollevamento pesi ai Giochi della XX Olimpiade - Pesi medi
La competizione della categoria pesi medi (fino a 75 kg) di sollevamento pesi ai Giochi della XX Olimpiade si è svolta il giorno 31 agosto 1972 alla Weightlifting Hall del Messegelände di Monaco di Baviera.
Al termine della gara, il francese Aimé Terme, che aveva stabilito il record olimpico nello strappo, e il libanese Mohamed Tarabulsi tentarono di sollevare 146,5 kg per stabilire il record mondiale nello strappo, ma entrambi fallirono il tentativo.

## Regolamento
La classifica era ottenuta con la somma delle migliori alzate delle seguenti 3 prove:
- Distensione lenta
- Strappo
- Slancio

Su ogni prova ogni concorrente aveva diritto a tre alzate. In caso di parità vinceva il sollevatore che pesava meno.

## Risultati
| Pos.    | Atleta                | Nazione          | Peso Atleta | Distensione lenta | Distensione lenta | Distensione lenta | Distensione lenta | Strappo | Strappo | Strappo | Strappo | Slancio | Slancio | Slancio | Slancio | Totale |
| Pos.    | Atleta                | Nazione          | Peso Atleta | 1                 | 2                 | 3                 | Tot               | 1       | 2       | 3       | Tot     | 1       | 2       | 3       | Tot     |        |
| ------- | --------------------- | ---------------- | ----------- | ----------------- | ----------------- | ----------------- | ----------------- | ------- | ------- | ------- | ------- | ------- | ------- | ------- | ------- | ------ |
| Oro     | Jordan Bikov          | Bulgaria         | 74.50       | 150.0             | 155.0             | 160.0             | 160.0             | 135.0   | 140.0   | 142.5   | 140.0   | 177.5   | 185.0   | –       | 185.0   | 485.0  |
| Argento | Mohamed Tarabulsi     | Libano           | 74.05       | 150.0             | 155.0             | 160.0             | 160.0             | 140.0   | 145.0   | 145.0   | 140.0   | 167.5   | 167.5   | 172.5   | 172.5   | 472.5  |
| Bronzo  | Anselmo Silvino       | Italia           | 74.85       | 150.0             | 155.0             | 160.0             | 155.0             | 135.0   | 135.0   | 140.0   | 140.0   | 175.0   | 180.0   | 180.0   | 175.0   | 470.0  |
| 4       | Ondrej Hekel          | Cecoslovacchia   | 73.90       | 140.0             | 150.0             | 150.0             | 150.0             | 137.5   | 142.5   | 145.0   | 142.5   | 170.0   | 175.0   | 175.0   | 170.0   | 462.5  |
| 5       | Franklin Zielecke     | Germania Est     | 74.50       | 145.0             | 150.0             | 152.5             | 150.0             | 135.0   | 135.0   | 140.0   | 140.0   | 170.0   | 170.0   | 175.0   | 170.0   | 460.0  |
| 6       | Gábor Szarvas         | Ungheria         | 74.80       | 145.0             | 150.0             | 150.0             | 150.0             | 135.0   | 140.0   | 140.0   | 135.0   | 175.0   | 180.0   | 180.0   | 175.0   | 460.0  |
| 7       | András Stark          | Ungheria         | 74.85       | 147.5             | 152.5             | 155.0             | 152.5             | 132.5   | 137.5   | 140.0   | 137.5   | 170.0   | 175.0   | 175.0   | 170.0   | 460.0  |
| 8       | Russ Knipp            | Stati Uniti      | 74.50       | 160.0             | 167.5             | 167.5             | 160.0             | 127.5   | 132.5   | 132.5   | 127.5   | 170.0   | 170.0   | 175.0   | 170.0   | 457.5  |
| 9       | Frederick Lowe        | Stati Uniti      | 74.85       | 135.0             | 142.5             | 147.5             | 147.5             | 130.0   | 135.0   | 137.5   | 135.0   | 170.0   | 175.0   | 175.0   | 175.0   | 457.5  |
| 10      | Salvatore Laudani     | Italia           | 74.90       | 147.5             | 152.5             | 155.0             | 155.0             | 115.0   | 120.0   | 120.0   | 120.0   | 160.0   | 165.0   | 165.0   | 165.0   | 440.0  |
| 10      | Tore Bjørnsen         | Norvegia         | 74.90       | 145.0             | 145.0             | 150.0             | 145.0             | 130.0   | 135.0   | 135.0   | 130.0   | 165.0   | 170.0   | 170.0   | 165.0   | 440.0  |
| 12      | Panagiotis Spyrou     | Grecia           | 74.50       | 140.0             | 145.0             | 145.0             | 145.0             | 112.5   | 112.5   | 117.5   | 117.5   | 162.5   | 162.5   | 167.5   | 167.5   | 430.0  |
| 13      | Arvo Ala-Pöntiö       | Finlandia        | 74.70       | 135.0             | 140.0             | 145.0             | 145.0             | 122.5   | 127.5   | 127.5   | 122.5   | 160.0   | 167.5   | 167.5   | 160.0   | 427.5  |
| 14      | Erling Johansen       | Danimarca        | 74.50       | 132.5             | 137.5             | 142.5             | 137.5             | 122.5   | 127.5   | 132.5   | 127.5   | 152.5   | 160.0   | 160.0   | 160.0   | 425.0  |
| 15      | Aimé Terme            | Francia          | 74.70       | 117.5             | 122.5             | 127.5             | 127.5             | 137.5   | 142.5   | 142.5   | 142.5   | 150.0   | 155.0   | 155.0   | 155.0   | 425.0  |
| 16      | İsmail Bayram         | Turchia          | 74.90       | 130.0             | 135.0             | 137.5             | 137.5             | 117.5   | 122.5   | 125.0   | 122.5   | 147.5   | 152.5   | 155.0   | 152.5   | 412.5  |
| 17      | Tony Ebert            | Nuova Zelanda    | 74.90       | 137.5             | 137.5             | 142.5             | 137.5             | 117.5   | 125.0   | 125.0   | 117.5   | 155.0   | 160.0   | 160.0   | 155.0   | 410.0  |
| 18      | Natsagiin Ser-Od      | Mongolia         | 74.55       | 130.0             | 130.0             | 135.0             | 130.0             | 115.0   | 115.0   | 122.5   | 122.5   | 142.5   | 147.5   | –       | 147.5   | 400.0  |
| 19      | Mohammad Malik Arshad | Pakistan         | 74.40       | 117.5             | 117.5             | 117.5             | 117.5             | 107.5   | 112.5   | 115.0   | 107.5   | 147.5   | 155.0   | 155.0   | 147.5   | 372.5  |
| –       | Keith Adams           | Canada           | 74.55       | 137.5             | 145.0             | 145.0             | 137.5             | 115.0   | 115.0   | 115.0   | NVL     |         |         |         |         | DNF    |
| –       | Leopold Pichler       | Austria          | 74.65       | 145.0             | 150.0             | 150.0             | 145.0             | –       | –       | –       | NVL     |         |         |         |         | DNF    |
| –       | Vladimir Kanygin      | Unione Sovietica | 74.80       | 160.0             | 165.0             | 167.5             | 165.0             | 137.5   | 137.5   | 137.5   | NVL     |         |         |         |         | DNF    |
| –       | Uwe Kliche            | Germania Ovest   | 74.60       | 145.0             | 150.0             | 150.0             | 145.0             | 122.5   | 127.5   | 127.5   | 122.5   | –       | –       | –       | NVL     | DNF    |
| –       | Alfonso Rodríguez     | Porto Rico       | 73.00       | 127.5             | 127.5             | 127.5             | NVL               |         |         |         |         |         |         |         |         | DNF    |
| –       | Yossef Romano         | Israele          | 73.80       | 137.5             | 137.5             | 137.5             | NVL               |         |         |         |         |         |         |         |         | DNF    |
| –       | Werner Dittrich       | Germania Est     | 74.40       | 150.0             | 150.0             | 150.0             | NVL               |         |         |         |         |         |         |         |         | DNF    |